# Figa (Slovacchia)
Figa (in ungherese: Gömörfüge) è un comune della Slovacchia facente parte del distretto di Rimavská Sobota, nella regione di Banská Bystrica.

## Storia
Figa fu fondata probabilmente dai soldati dal castello di Gemer nel tardo secolo XI e venne menzionata per la prima volta nel 1244. 

## Società

### Etnie e minoranze straniere
Il 43,7% dei suoi abitanti sono ungheresi, il 42,16% slovacchi e l'11,31% sono rom.